# 中華民國駐韓國大使館
中華民國駐大韓民國大使館（：／ Ju Daehan-minguk Junghwa-minguk Daesagwan）又稱「自由中國駐韓大使館」（：／），是中華民國曾在大韩民国首爾特別市明洞2街83-7設置的大使館，1949年開館，1992年因兩國斷交而關閉。

## 歷史
1949年1月4日中華民國與大韓民國建交，並在首爾特別自由市設置大使館。1974年「中華民國駐釜山總領事館」（주부산 중화민국 총영사관）在釜山直轄市設立。1977年10月5日，中華民國先總統蔣中正銅像揭幕儀式在大使館花園舉行。
1992年8月24日大韓民國與中华人民共和国建交，基於「一个中国政策」與中華民國斷交，大使館遂於同日關閉，駐釜山總領事館也於9月22日關閉。大韓民國政府在與中華人民共和國建交前決定將中華民國政府擁有的大使館等館產全數轉讓予中華人民共和國政府。9月15日，大使館內的孫文與蔣中正銅像確定搬遷至西大門區延禧洞的韓國漢城華僑中學，1993年5月5日搬遷完畢。